# Spyridium halmaturinum
Spyridium halmaturinum är en brakvedsväxtart som beskrevs av F. Müll. och George Bentham. Spyridium halmaturinum ingår i släktet Spyridium och familjen brakvedsväxter. Inga underarter finns listade i Catalogue of Life.